# Mauro Martini
Mauro Martini, född den 17 maj 1964 i Alfonsine är en italiensk före detta racerförare.
Han blev tvåa i Italienska F3-mästerskapet och FIA European Formula Three Cup 1988. 1990 blev han trea i Formel Nippon och vann samma mästerskap 1992. Han avslutade sin racingkarriär 1997.
Under sin karriär körde han 155 lopp och vann nio.